# Aiguaneix
L'aiguaneix, aiguanaix o capçalera d'un riu o rierol és l'indret a partir del qual l'aigua brolla. L'aiguaneix és el punt més allunyat del corrent del riu partint de la seva desembocadura o de la seva confluència amb un altre riu o rierol. Quan més d'una font alimenta un riu, el més habitual és de considerar el més alt com la seva font. El més llunyà es diu el corrent de capçalera.
El corrent pot començar a un salt d'aigua, un llac, un pantà, una deu, un ullal o una glacera segons les característiques geològiques o topogràfiques de l'indret. La major part dels rius tenen origen en llocs on les aigües subterrànies surten a la superfície. Tal com s'explica a Mantell freàtic:

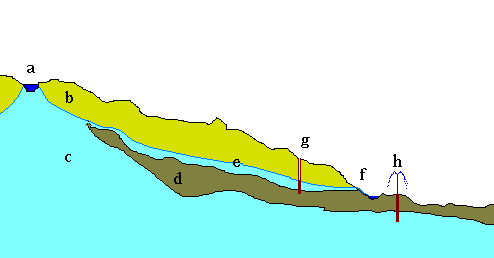
tipus d'aqüífers.

Del punt de vista de la seva conformació es poden distingir els aqüífers lliures, i els aqüífers confinats.
- A la figura del costat s'il·lustren els dos tipus d'aqüífers: 
  - Riu o llac (a), en aquest cas és la font de recàrrega d'ambdós aqüífers.
  - Sòl porós no saturat (b).
  - Sòl porós saturat (c), en el qual hi ha una camada de terreny impermeable (d), format, per exemple per argila, aquest estrat impermeable confina l'aqüífer a cotes inferiors.
  - Sòl impermeable (d).
  - Aqüífer no confinat (e).
  - Font (f);
  - Pou que capta aigua de l'aqüífer no confinat (g).
  - Pou que arriba a l'aqüífer confinat, sovint l'aigua brolla com en un brollador o font, anomenat pou artesià (h).

El naixement del riu d'Er (afluent del Segre) es coneix com l'Aiguaneix.
Exemples de rius que naixen d'altres maneres:
- Zones abruptes: en un salt d'aigua, com el riu Mundo a la província d'Albacete.
- Planes: en un pantà, com el riu Volga, que naix al Planell de Valdai.
- D'un llac: com el riu Mississipi-Missouri, que naix al Llac Itasca, amb un ullal o brollador al seu fons, però també hi ha rius que naixen en llacs on s'acumula l'aigua de rius més petits, com el Llac Victòria, on tradicionalment es considera que naix el riu Nil, però que en realitat és una zona d'acumulació on desemboquen diferents rius menors.
- El riu Roine és un riu que naix dins d'una glacera.